# Zegrensis
Els zegrensis (grec antic: Ζεγρήνσιοι; llatí: Zegrensii) van ser un poble libi de la Mauritània Tingitana, esmentats per Claudi Ptolemeu.